# Hoplitowce
Hoplitowce (Hoplocarida) – podgromada skorupiaków z gromady pancerzowców.
Pancerzowce o słabo wykształconym głowotułowiu, częściowo nakrytym dobrze rozwiniętym karapaksem. Dwa przednie somity głowy ruchome, wyposażone w trójgałęziste czułki i osadzone na szypułkach oczy. Druga para odnóży tułowiowych wykształcona może być w potężny narząd chwytno-obronny, w pozostałych przypadkach pary od 2 do 5 podobnej wielkości i budowy. Tylne odnóża tułowiowe o trójczłonowych protopoditach. Odnóża odwłokowe dwugałęziste. Telson zakończony albo wcinaną płetwą odwłokową albo ruchomym kolcem środkowym, obok którego występować może jeszcze furka.
Skorupiaki morskie, przechodzące rozwój z przeobrażeniem.
Szczątki kopalne nie są liczne. Linia hoplitowców oddzieliła się prawdopodobnie w dewonie. Dotychczas opisano około 460 współczesnych gatunków, zaliczanych do jednego rzędu: ustonogów (Stomatopoda). Ponadto wyróżnia się dwa wymarłe rzędy: Aeschronectida Schram, 1969 i Palaeostomatopoda Brooks, 1962. Hoplitowce bywają również traktowane jako nadrząd w podgromadzie pancerzowców właściwych.